# Янушевич Ярослав Володимирович
Ярослав Володимирович Янушевич (нар. 7 лютого 1978, Київ) — український економіст, юрист, державний службовець, науковець, спортсмен. Заслужений економіст України, кандидат економічних наук (2009), доктор юридичних наук. Чемпіон світу з пейнтболу в категорії 40+. 
Державний службовець III рангу. Голова Херсонської обласної державної адміністрації з 3 серпня 2022 по 24 січня 2023 року.

## Життєпис

### Освіта
У 2000 закінчив з відзнакою Київський національний університет імені Тараса Шевченка за спеціальністю фінанси.
У 2009 закінчив Одеський національний університет імені І. І. Мечникова, факультет «Правознавство» та Національну академію державного управління при Президентові України, факультет вищих керівних кадрів.
2001–2009 роки аспірант Інституту економіки та прогнозування Національної академії наук України.
Закінчив Міжнародний інститут менеджменту за програмою Senior Executive MBA (SE MBA) для власників бізнесу та керівників вищої ланки великих компаній (2021, Executive Master of Business Administration). Пройшов Міжнародний навчальний модуль за програмою Бізнес-школи МІМ у Китайській Народній Республіці в China Europe International Business School (CEIBS, 2019).
Кандидат економічних наук (2009). Доктор юридичних наук.

### Кар'єра
Трудовий шлях розпочав у квітні 1996 року в органах державної податкової служби, пройшов шлях від податкового інспектора до директора департаменту.
З квітня 2003 по березень 2014 обіймав керівні посади в центральних органах виконавчої влади:
- заступник голови Державного департаменту фінансового моніторингу Міністерства фінансів України,
- заступник голови Державного комітету фінансового моніторингу України,
- заступник голови Державної податкової адміністрації України (звільнений 10 жовтня 2007 розпорядженням В. Януковича[5]),
- заступник начальника податкової міліції Державної податкової адміністрації України,
- заступник голови Державної міграційної служби України (призначений В. Януковичем 16 червня 2011[6]),
- заступник голови Державної фінансової інспекції України (2013–2014).

Має досвід в управлінні державним підприємством та банківською установою.
Керуючи Державним підприємством «Документ», започаткував утворення сучасних центрів європейського зразка «Паспортний сервіс». На посаді виконавчого директора ДП «Український державний центр радіочастот» працював з вересня 2014 по квітень 2016 року.
З 3 серпня 2022 року — голова Херсонської обласної державної адміністрації. 24 січня 2023 року звільнений з посади очільника обласної державної адміністрації за угодою сторін.

### Спорт
Засновник і капітан команди зі спортивного пейнтболу «Халк» — чемпіона України, володаря срібної нагороди Кубку світу.
Чемпіон світу з пейнтболу в категорії 40+ (капітан і граючий тренер збірної України, 2019).

## Відзнаки
- Повний кавалер Ордена «За заслуги»: ІІІ ступеня (2012),[13] ІІ ступеня (2016),[14] І ступеня (2020).[15]
- Заслужений економіст України (2004)[16]
- Почесна грамота Верховної Ради України[коли?]
- Почесна грамота Кабінету Міністрів України[коли?]
- Відомчі відзнаки Державної податкової адміністрації України, Державного комітету фінансового моніторингу України, Міністерства внутрішніх справ України, Головного управління розвідки Міністерства оборони України, Адміністрації Державної прикордонної служби України, Служби зовнішньої розвідки України, Служби безпеки України.